# Randonia spartioides
Randonia spartioides là một loài thực vật có hoa trong họ Resedaceae. Loài này được O.Schwartz miêu tả khoa học đầu tiên năm 1939.